# HK Donbass

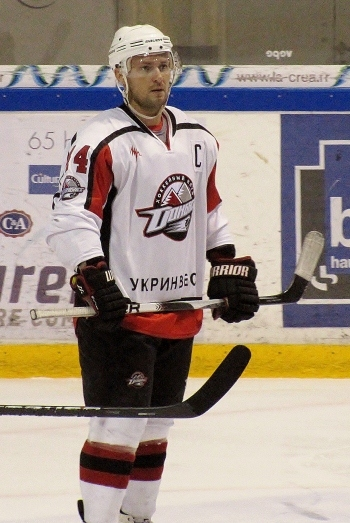
Serhiy Varlamov spelade för klubben 2011-2014.

HK Donbass (ukrainska: Хокейний Клуб Донбас), även benämnt Donbass Donetsk, är en professionell ishockeyklubb från Donetsk i Ukraina. Klubben bildades 2005 som HK Donetsk-Kolbyko. Hemmamatcherna spelades tidigare i Arena Druzjba i Donetsk med en publikkapacitet på 4 500 åskådare och planer fanns tidigare på en ny arena med åskådarkapacitet på 18 000. Dock spelade laget sina hemmamatcher säsongen 2015/2016 i Altair Arena i Druzjkivka, 90 km från Donetsk, då deras ordinarie arena blivit förstörd.

## Historik
De första åren i klubbens historia spelade de i Ukrainas andra-liga. Ifrån säsongen 2008/2009 anslöt man till Ukrainska mästerskapet i ishockey, Ukrainas högsta-liga i ishockey. Säsongen 2011/2012 anslöt klubben till den ryska ligan Vyssjaja chokkejnaja liga, i vilken de spelade i en säsong, och istället anslöt klubbens nybildade andra-lag HK Donbass-2 till den nybildade Profesionalna chokejna liha.
Donbass anslöt till Kontinental Hockey League från säsongen 2012/2013. Laget spelade säsongen 2012/2013 i Boborov-divisionen (missade slutspelet) och säsongen 2013/2014 i Tarasov-divisionen (utslagna i kvartsfinalspelet); båda i den västra konferensen. Däremot deltog inte Donbass i KHL-ligan säsongen 2014/2015 på grund av oroligheterna i Ukraina och att deras hemmaarena eldhärjades vid dessa oroligheter. 
Det var först tänkt att de skulle spela i den Ukrainska ligan säsongen 2014/2015, men inte heller i denna liga deltog laget. Det var även tänkt att laget skulle återansluta till KHL säsongen 2015/2016, men inte heller så blev det. Istället återanslöt laget till den Ukrainska ligan ifrån säsongen 2015/2016, som nu tagit namnet Ukrainian Hockey Extra League. Klubbens säsong blev lyckosam och man vann både grundserien och slutspelet.
Inför säsongen 2016/2017 antog ligan namnet Ukrainian Hockey League. Efter att Donbass vunnit grundserien lyckades man återigen igen att vinna mästerskapet, efter vinst i fanalen med 4-2 i matcher mot HK Krementjuk.

## Meriter
Ukrainska mästare i ishockey: (4) 2011, 2016, 2017, 2018

 Continental Cup: (1): 2013

 Grundserievinnare Ukrainian Hockey Extra League (1): 2015/2016

 Grundserievinnare Ukrainian Hockey League (2): 2016/2017, 2017/2018